# ایان رمزی
ایان رمزی (به انگلیسی: Iain Ramsay) (زاده ۲۷ فوریه ۱۹۸۸) یک بازیکن فوتبال استرالیایی - فیلیپینی است. او در پست هافبک چپ بازی می‌کند و سابقه حضور در باشگاه‌های ملبورن سیتی، سیدنی اف سی، سیدنی المپیک و آدلاید اسپرت را دارد. رمزی در تابستان ۲۰۱۵ با عقد قراردادی به تراکتورسازی تبریز پیوست. این بازیکن برای تیم ملی فیلیپین به میدان می‌رود. وی در ۹ بازی از لیگ قهرمانان آسیا به میدان رفته‌است. آیان رمزی فصل بسیار ناموفقی را در تراکتور پشت سر گذاشت و از این رو فرصت زیادی برای بازی نداشت.

## دوران حرفه‌ای
ایان رامسی در ۲۷ فوریه ۱۹۹۸ در شهر پرت استرالیا دیده به جهان گشود ولی ملیتی استرالیایی – فیلیپینی دارد و سابقه حضور در ترکیب تیم ملی فیلیپین را نیز در کارنامه دارد. این بازیکن ۲۷ ساله در پست دفاع چپ بازی می‌کند و علاوه بر آن توانایی ایفای نقش در پست‌های وینگ چپ و هافبک چپ را هم دارد.
وی آخرین بار در تیم ملبورن سیتی در سری آ لیگ استرالیا در پست هافبک چپ بازی کرده‌است. رامسی پیش از حضور در تیم تراکتورسازی برای تیم‌های اف سی سیدنی، سیدنی المپیک و آدلاید یونایتد به میدان رفته‌است.
او فوتبال حرفه‌ای خود را از تیم سیدنی المپیک آغاز کرد و ابتدا برای تیم جوانان این باشگاه به میدان رفت و سپس به تیم بزرگ‌سالان منتقل شد.
در ۲۳ ژوئیه ۲۰۱۰ رامسی با عقد قراردادی یک‌ساله به تیم آدلاید یونایتد پیوست و در ۲۰ اوت ۲۰۱۰ وی در دیدار تیمش مقابل ملبورن سیتی موفق به زدن ۲ گل شد تا تیمش برابر رقیب خود به پیروزی برسد. شاید این دیدار را بتوان مقدمه‌ای برای حضور وی در تیم ملبورن سیتی در آینده‌ای نزدیک دانست.
اما او یک گل دیگر هم به ثمر رساند و این بار مقابل تیم سابق خود در حالی موفق به گلزنی شد که آدلاید یونایتد و سیدنی المپیک تا وقت‌های اضافی با تساوی همراه بودند که این بازیکن موفق به گلزنی شد تا تیمش ۳ امتیاز این دیدار را کسب کند.
۸ آوریل ۲۰۱۳ باشگاه ملبورن سیتی اعلام کرد که رامسی برای فصل ۲۰۱۴–۲۰۱۳ به این تیم پیوسته‌است. ۱۳ مه ۲۰۱۵ این باشگاه اعلام کرد که رامسی از این تیم جداشده است.
رامسی در فصل ۲۰۱۰/۲۰۱۱ برای تیم آدلاندا یونایتد ۱۴۹۲ دقیقه به میدان رفت که در طول فصل در ۳۱ بازی این تیم در زمین مسابقه حضورداشته و ۴ گل زده و ۲ کارت زرد در کارنامه‌اش ثبت شد.
فصل بعد این بازیکن در همین تیم فقط ۲۴ دیدار در زمین مسابقه بود ولی در این تعداد بازی ۱۶۱۳ دقیقه به میدان رفته و این بار ۲ گل زده، ۲ کارت زرد و یک کارت قرمز را برای خود ثبت کرد.
در فصل ۲۰۱۲/۲۰۱۳ او باز هم با پیراهن آدلاندا یونایتد به میدان رفت و در طول ۲۷ بازی ۱۷۱۶ دقیقه بازی کرد و ۵ بار گلزنی کرده و ۲ کارت زرد نیز از داور دریافت کرد.
او با درخششی که در این فصل داشت توانست توجه مسئولان باشگاه ملبورن سیتی را به خود جلب کند و به خواست این باشگاه بپیوندد. ملبورن سیتی با جذب بازیکنانی چون داوید ویا که سابقه پوشیدن پیراهن تیم‌هایی چون بارسلونا را در کارنامه دارد توانست خود را به یکی از قدرت‌های برتر استرالیا تبدیل کند و به‌طور حتم حضور در این تیم دوران اوجیان رامسی را شکل داد.
وی در اولین سال حضورش در این تیم بیشترین دقایق حضور در زمین مسابقه را با ۱۷۲۶ دقیقه به ثبت رساند و در ۲۶ دیداری که برای تیمش بازی کرد یک گل زده و ۶ کارت زرد را به خود اختصاص داد.
فصل ۲۰۱۴/۲۰۱۵ رامسی فقط ۱۰۹۰ دقیقه در طول ۲۰ بازی به میدان رفت ولی در طول این دیدارها هم ۲ گل به ثمر رساند و یک کارت زرد نیز دریافت کرد.
وی با جدایی از این تیم با تراکتورسازی به توافق رسید و امسال را در این تیم پرهوادار بازی می‌کند.
رده ملی:
رامسی باوجود متولد شدن در کشور استرالیا به خاطر اینکه پدرش اهل ادینبورگ پایتخت اسکاتلند بود می‌توانست در تیم ملی این کشور حضور پیدا کند و علاوه بر آن از طرف مادرش نیز فیلیپینی‌تبار بود و قادر به بازی در تیم ملی این کشور هم بود.
باوجوداین ۲ گزینه حضور در تیم ملی استرالیا برای وی یک گزینه عالی محسوب می‌شد ولی با توجه به شرایط سخت بازی کردن در این تیم وی ترجیح داد برای تیم ملی فیلیپین به میدان برود و در مقدماتی جام جهانی ۲۰۱۸ روسیه در ترکیب این تیم به مصاف تیم‌های بحرین و یمن رفته و مقابل تیم یمن گلزنی کرد.

## افتخارات

### باشگاهی
باشگاه فوتبال سیدنی
- ای-لیگ (۱): ۲۰۰۹–۱۰

### شخصی
- لیگ ملی جوانان: بهترین بازیکن لیگ جوانان (باشگاه فوتبال سیدنی ۲۰۰۹–۱۰)
- ستاره نوظهور تیم آدلاید یونایتد: ۲۰۱۰–۱۱